# فیلوپوئمن

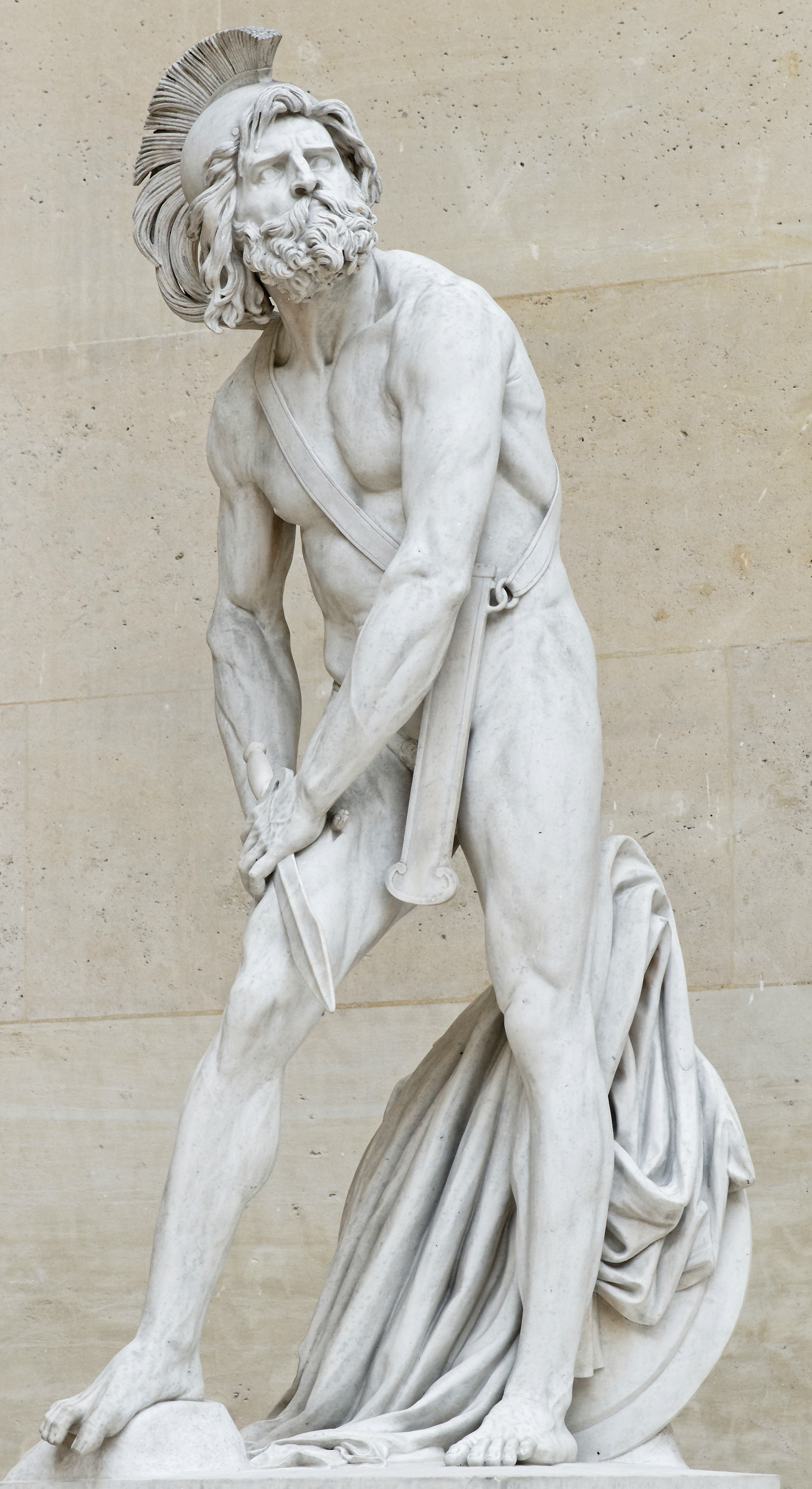
فیلوپوئمن زخمی، اثر دیوید آنژه ، ۱۸۳۷، موزه لوور

فیلوپوئمن (یونانی: Φιλοποίμην)؛ (زاده ۲۵۳ – مرگ ۱۸۳ ق. م) یک سیاست‌مدار، و فرماندهٔ نظامی اهل یونان باستان بود.